# Bruay-sur-l'Escaut
Bruay-sur-l'Escaut är en kommun i departementet Nord i regionen Hauts-de-France i norra Frankrike. Kommunen ligger i kantonen Anzin som tillhör arrondissementet Valenciennes. År 2022 hade Bruay-sur-l'Escaut 11 584 invånare.

## Befolkningsutveckling
Antalet invånare i kommunen Bruay-sur-l'Escaut
| Referens: INSEE |